# 比金河
比金河（羅馬化：Reka Bikin），满语称毕歆河（满语：Bisin Bira），明朝时称必兴河，是俄羅斯的河流，位於濱海邊疆區和哈巴羅夫斯克邊疆區，屬於烏蘇里江的右支流，河道全長560公里，流域面積22,300平方公里。比金河谷于2018年被列入联合国教科文组织世界遗产名录。

比金河在乌苏里江流域的位置

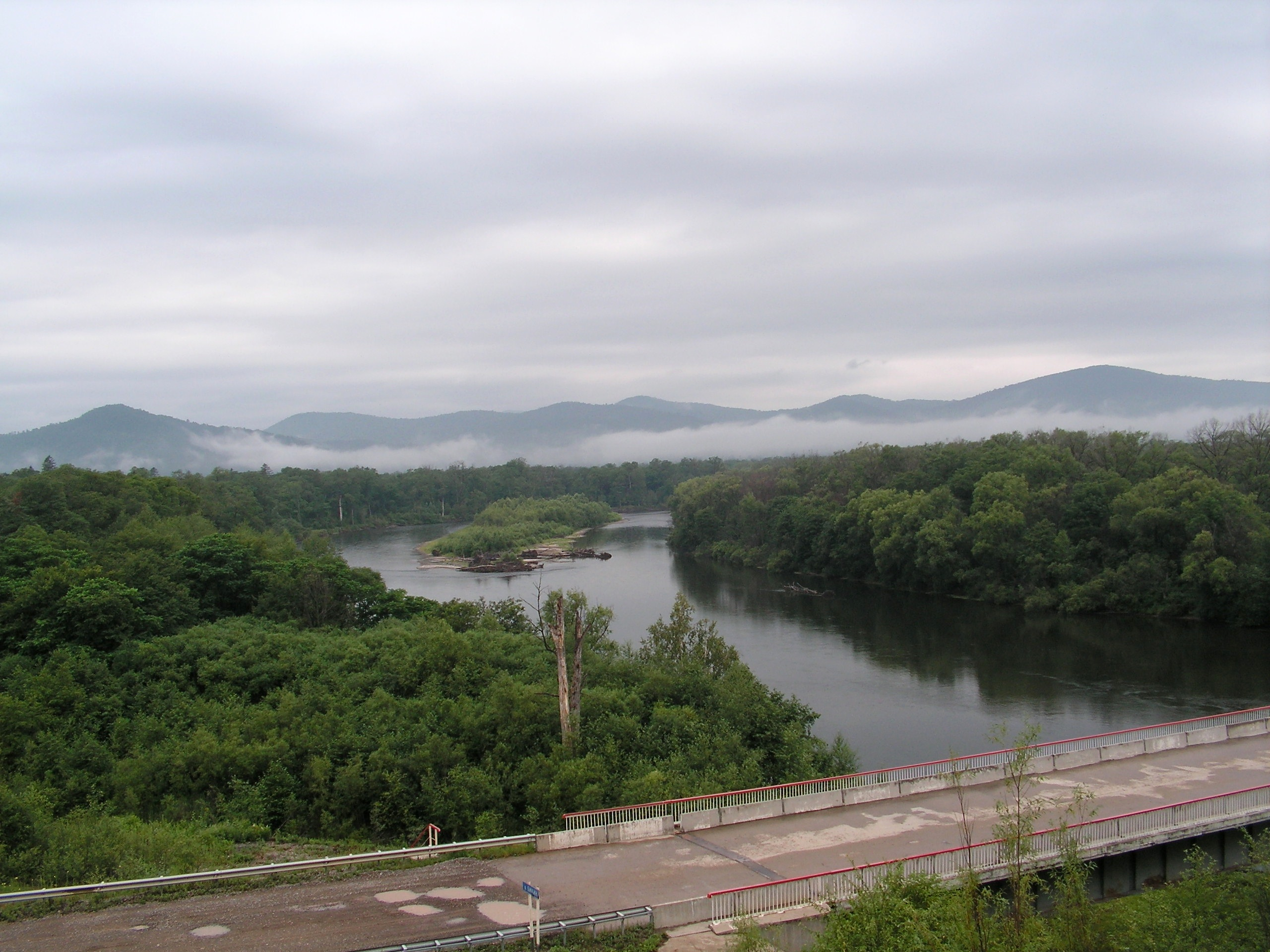
东方路上的比金河

起源于内兴安岭卡门尼基山脉北坡，在上游向北流，与左比金河汇流后转向东流。又和小比金河汇流向南流。与泽瓦河（乌伦加河）汇流后向西流，再与萨哈林卡河（小浪溪河）汇流向西北流。河畔重要城鎮比金距河口20公里，河在瓦西列夫卡村注入乌苏里江，河口距乌苏里江口214公里。乌德盖人是当地的原住民，在河谷中的红亚尔村有所居住。一说河名原意“多兽和鱼的山中河流”，一说河名意指“长兄河”。
河道蜿蜒，难以漂流。可以由公路抵达上游的捷爾涅伊區斯韦特拉亚。理论上来说可由阿达河口起，实际没有人实践。普罗京科夫河口起，河流化为小溪，穿过洪泛区的森林。在中游，比金河成为一条水流充沛的大河，有些地方可以漂流木材。

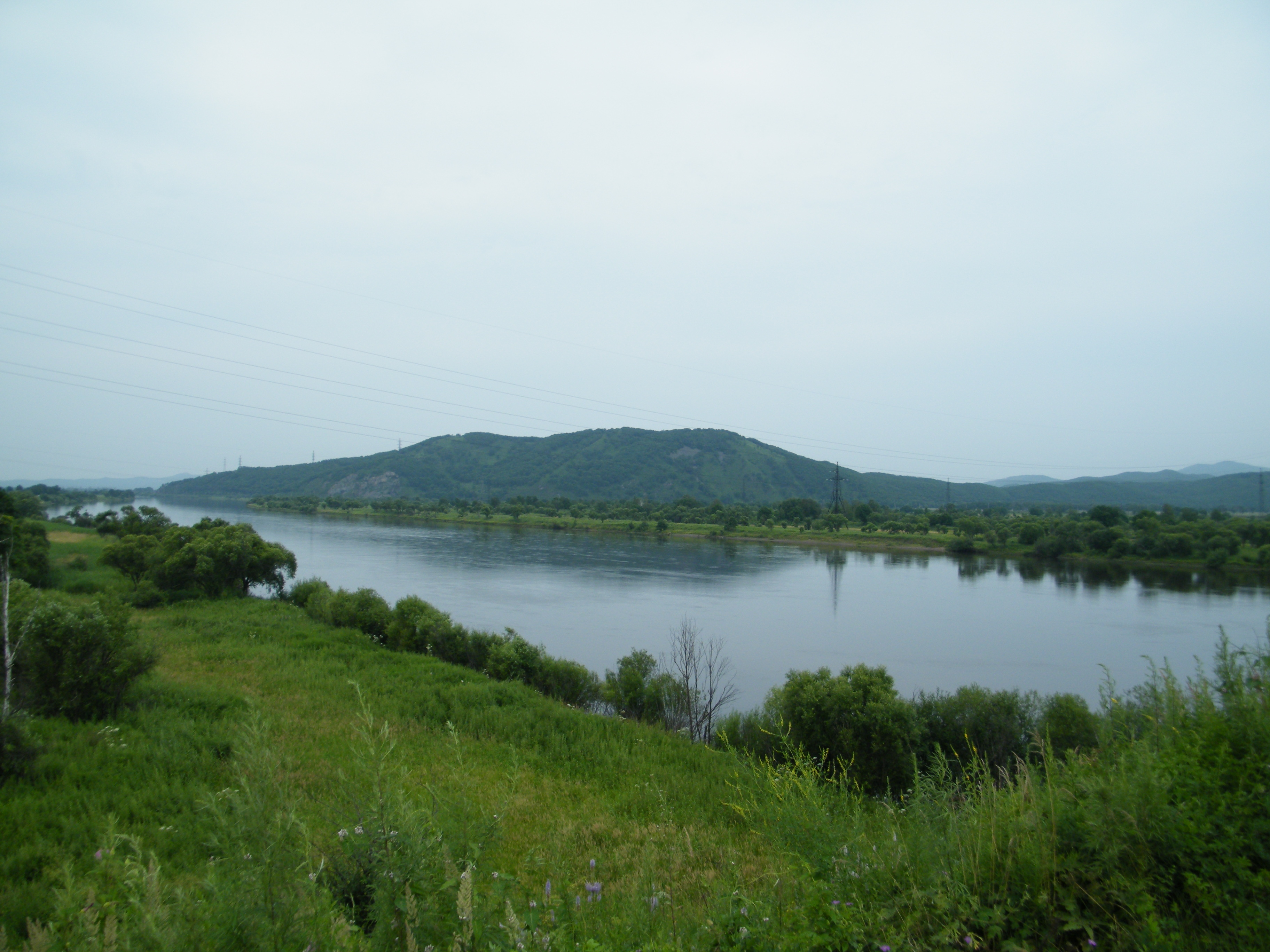
乌苏里公路上的比金河

中游和下游泥炭沼泽和松树林广布，白头鹤、丹顶鹤、黑鹳、中华秋沙鸭和鸳鸯栖息，毛腿渔鸮、东北虎和远东豹稀有，人蔘屬、五加属、楤木属、芡和莼生长。下游森林面积4000多平方公里，是世界上最大的未受破坏的雪松阔叶林，也是俄罗斯和中国东北虎种群迁徙接触的唯一自然走廊。林区在1993年成为传统自然资源管理区，2009年6月被出租给土著人民社区乌德盖人采松子。俄罗斯政府2010年11月19日申请它列入联合国教科文组织世界自然遗产暂定名录。2011年5月，滨海边疆区林业部门出租部分森林区域给森林出口林业公司，以砍伐木材生产木地板。在环保组织批评下租约撤销。
阿达河、赫沃扬卡河、普洛特尼科夫河、泽瓦河、特拉河、克柳切瓦亚河、奥莫罗奇卡河、列斯努哈河、奥特罗郭瓦亚河、安巴河、塔哈罗河、斯普特尼察河、维柳卡河、上奥隆河、列别达河、中河、萨扎尼亚河、长虫河、乌利亚诺夫卡河、大萨哈林卡河、萨哈林卡河、布尔利托夫卡河、孔特羅沃德河、阿尔钦河和尼津那亚河注入。

## 引用
1. ↑  谭其骧. . 中国地图出版社. 1982-1987.
2. ↑  魏俊民、黄篪、刘俨、丁鳯 (编).  卷89.
3. ↑  А·П·穆拉诺夫. . 列宁格勒: 气象出版社. 1966 （俄语）.
4. ↑  . 列宁格勒: 气象出版社 （俄语）.
5. ↑  Т·А·基谢尔科瓦娅. . 列宁格勒: 气象出版社. 1977 （俄语）.
6. ↑  . Verumwiki （俄语）.
7. ↑  . whc.unesco.org.   [2021-04-02]. （原始内容存档于2018-07-08） （英语）.
8. ↑  Шибнев, Борис Константинович.  (PDF). （原始内容 (PDF)存档于2013-11-11） （俄语）.
9. ↑  . Ведомости.   [2011-06-09]. （原始内容存档于2011-11-02） （俄语）.
10. 1 2  . fedpress.ru.   [2011-06-09]. （原始内容存档于2021-12-03）.
11. ↑  . wwf.ru.   [2011-06-09]. （原始内容存档于2014-07-14） （俄语）.
12. ↑  .   [2011-09-27]. （原始内容存档于2011-09-19） （俄语）.